# Argo Kövamees
Argo Kövamees, född 8 januari 1926 i Tallinn, död 16 oktober 2007 i Bromma i Stockholm, var en estnisk-svensk läkare. Han var gift med Monica Grandien-Kövamees.
Kövamees avlade studentexamen i Tallinn och svensk dylik i Stockholm efter att ha kommit till Sverige 1944 som flykting. Han blev medicine kandidat 1950, medicine licentiat 1953, medicine doktor 1968 vid Karolinska institutet och docent där 1969. 
Kövamees var andre underläkare på kirurgiska kliniken vid Serafimerlasarettet  1955–56, på kirurgiska kliniken vid Centrallasarettet i Linköping 1956–62 och förste underläkare på kirurgiska kliniken på Serafimerlasarettet från 1962. Inför sistnämnda sjukhus nedläggning överflyttade han till Danderyds sjukhus, där han var verksam till pensioneringen 1991. Han ägnade sig därefter åt östeuropafrågor på Socialstyrelsen och organiserade flera hjälpsändningar, främst av medicinsk utrustning, till Baltikum.
Kövamees författade skrifter i allmän kirurgi, traumatologi och kärlkirurgi.